# Steve Potvin
Steve Potvin, född 26 september 1974 i Montréal, Québec, är en kanadensisk före detta ishockeyspelare. Under nittiotalet var Potvin även verksam som professionell inlinehockeyspelare i den nordamerikanska ligan Roller Hockey International.

## Karriär
Potvin inledde sin karriär år 1991 i Ontario Hockey League med Sudbury Wolves. Efter att ha åkt ut i semifinalen i slutspelet flyttade han, efter tre år i klubben, till ligarivalen Niagara Falls Thunder.
Potvin gjorde sin professionella debut under säsongen 1994/95 i IHL när han spelade fyra matcher för Peoria Rivermen. Följande två säsongerna var Potvin främst verksam i ECHL för Raleigh IceCats, men han spelade även 21 matcher i AHL för tre olika lag. Från 1997 till 1999 spelade han för Hamilton Bulldogs i AHL. Efter detta flyttade Potvin till Europa och Iserlohn Roosters, vilka han tog upp till den tyska högstaligan DEL. Efter en kort vistelse i Schweiz för EHC Basel skrev Potvin under 2002 på för svenska IF Björklöven. Detta följdes av ytterligare tre år i Sverige och HockeyAllsvenskan.
Inför säsongen 2005/06 skrev Potvin på för det tyska DEL-laget Augsburger Panther för att sedan återvända till Sverige då han anslöt till Södertälje SK. Sedan efter två säsonger i danska Herning avslutade han sin karriär i CHL-laget Arizona Sundogs.

## Prestationer och utmärkelser
- 2000 DEL-avancemang med Iserlohner EC
- 2002 Vinnare av Allsvenskan med IF Björklöven
- 2003 Flest mål i Superallsvenskan
- 2004 Flest assist i Superallsvenskan
- 2007 Elitserie-avancemang med Södertälje SK
- 2008 Dansk mästare med Herning Blue Fox

## Statistik
| 1991/92    | Sudbury Wolves        | OHL        | 6   | 0  | 1   | 1   | 16  | –  | –  | –  | –  | –  |
| 1992/93    | Sudbury Wolves        | OHL        | 45  | 6  | 11  | 17  | 38  | 14 | 4  | 3  | 7  | 11 |
| 1993/94    | Sudbury Wolves        | OHL        | 65  | 12 | 32  | 44  | 65  | 10 | 2  | 4  | 6  | 10 |
| 1994/95    | Niagara Falls Thunder | OHL        | 60  | 32 | 57  | 89  | 95  | 6  | 1  | 5  | 6  | 10 |
| 1994/95    | Peoria Rivermen       | IHL        | 2   | 1  | 0   | 1   | 0   | 2  | 0  | 0  | 0  | 0  |
| 1995/96    | Raleigh IceCaps       | ECHL       | 62  | 15 | 31  | 46  | 175 | 4  | 2  | 2  | 4  | 0  |
| 1995/96    | Baltimore Bandits     | AHL        | 4   | 1  | 3   | 4   | 4   | –  | –  | –  | –  | –  |
| 1995/96    | Portland Pirates      | AHL        | 1   | 0  | 0   | 0   | 2   | –  | –  | –  | –  | –  |
| 1996/97    | Raleigh Icecaps       | ECHL       | 49  | 27 | 39  | 66  | 62  | –  | –  | –  | –  | –  |
| 1996/97    | Albany River Rats     | AHL        | 16  | 1  | 6   | 7   | 18  | 11 | 0  | 1  | 1  | 16 |
| 1997/98    | Hamilton Bulldogs     | AHL        | 66  | 20 | 14  | 34  | 84  | 9  | 1  | 4  | 5  | 8  |
| 1998/99    | Hamilton Bulldogs     | AHL        | 71  | 9  | 21  | 30  | 79  | 7  | 0  | 1  | 1  | 6  |
| 1999/00    | Iserlohner EC         | 2.BL       | 46  | 26 | 40  | 66  | 113 | –  | –  | –  | –  | –  |
| 2000/01    | Iserlohn Roosters     | DEL        | 49  | 18 | 15  | 33  | 171 | –  | –  | –  | –  | –  |
| 2001/02    | EHC Basel             | NLB        | 15  | 3  | 10  | 13  | 14  | –  | –  | –  | –  | –  |
| 2001/02    | IF Björklöven         | HA         | 10  | 3  | 2   | 5   | 30  | 15 | 11 | 11 | 22 | 26 |
| 2002/03    | IF Björklöven         | HA         | 20  | 13 | 10  | 23  | 46  | 2  | 0  | 2  | 2  | 4  |
| 2003/04    | Skellefteå AIK        | HA         | 35  | 14 | 25  | 39  | 58  | 16 | 4  | 9  | 13 | 24 |
| 2004/05    | IF Björklöven         | HA         | 33  | 14 | 24  | 38  | 80  | –  | –  | –  | –  | –  |
| 2005/06    | Augsburger Panther    | DEL        | 51  | 11 | 16  | 27  | 119 | –  | –  | –  | –  | –  |
| 2006/07    | Södertälje SK         | HA         | 43  | 9  | 14  | 23  | 87  | 10 | 1  | 2  | 3  | 6  |
| 2007/08    | Herning Blue Fox      | DEN        | 41  | 18 | 22  | 40  | 56  | 16 | 7  | 9  | 16 | 52 |
| 2008/09    | Herning Blue Fox      | DEN        | 11  | 4  | 6   | 10  | 26  | 16 | 1  | 5  | 6  | 22 |
| 2009/10    | Arizona Sundogs       | CHL        | 57  | 14 | 19  | 33  | 84  | –  | –  | –  | –  | –  |
| OHL totalt | OHL totalt            | OHL totalt | 176 | 50 | 101 | 151 | 214 | 30 | 7  | 12 | 19 | 31 |
| AHL totalt | AHL totalt            | AHL totalt | 158 | 31 | 44  | 75  | 187 | 27 | 1  | 6  | 7  | 30 |
| HA totalt  | HA totalt             | HA totalt  | 141 | 53 | 75  | 128 | 301 | 32 | 8  | 17 | 25 | 36 |